# Gemarmerde wortelboorder
De gemarmerde wortelboorder (Pharmacis fusconebulosa, ook: Korscheltellus fusconebulosa) is een vlinder uit de familie van de wortelboorders (Hepialidae).

## Beschrijving
De vlinder heeft een voorvleugellengte van 14 tot 26 millimeter en heeft een kenmerkende gemarmerd-achtige tekening. De franje is, in tegenstelling tot bij andere wortelboorders, geblokt.

## Rups
De gemarmerde wortelboorder heeft de adelaarsvaren als waardplant. De rups leeft onder de grond en leeft van de wortels. De rups overwintert twee keer en verpopt ook onder de grond.

## Voorkomen
De gemarmerde wortelboorder komt verspreid over Europa voor, en als ondersoort P. f. askoldensis (Staudinger, 1887) in Oost-Azië.

### Nederland en België
De gemarmerde wortelboorder is in Nederland een niet zo gewone soort, die sinds 1967 voorkomt, vooral in Gelderland. In België is slechts één waarneming bekend van voor 1980. De vliegtijd is van eind mei tot in juli.